# Acomys ignitus
Acomys ignitus är en däggdjursart som beskrevs av Guy Dollman 1910. Acomys ignitus ingår i släktet taggmöss och familjen råttdjur. IUCN kategoriserar arten globalt som livskraftig. Inga underarter finns listade.
Arten blir 92 till 114 mm lång (huvud och bål), har en 70 till 85 mm lång svans och 14,5 till 19 mm långa öron. Bakfötterna är lika långa som öronen. I pälsen på ovansidan är flera taggar inblandade. De är på huvudet, vid axlarna, på sidorna och vid bålens främre del smal och spetsiga. Vid bakre delen av bålen förekommer breda, avplattade taggar. Pälsen på ovansidan är ljus röd- till orangebrun och undersidan är vit. Svansen har en silvergrå grundfärg och några korta hår som är svart på ovansidan och vit på undersidan.
Denna taggmus förekommer i sydöstra Kenya och angränsande regioner av Tanzania. Den vistas i låglandet och i låga bergstrakter upp till 1000 meter över havet. Habitatet utgörs främst av savanner. Acomys ignitus äter huvudsakligen insekter. I Kenya föredrar gnagaren klippiga områden. Enligt ett dokument hittades Acomys ignitus i Somalia men utan närmare beskrivning av fyndplatsen.